# 莫卡拉国家公园
莫卡拉国家公园是2007年6月19日成立的自然保护区，位于南非北开普金伯利西南部的普鲁伊博格。公园面积为26 485公顷。莫卡拉是茨瓦纳语，意思是瑰丽的骆驼刺，这一树种是干旱西部内陆特有的，在该区很常见。国家公园内现有可通达的路长70km。

## 历史
新公园有效取代了瓦艾尔波斯国家公园，它曾声明遵守土地所有权和钻石探矿权。1998年，南非国家公园着手对五个区域开展调查，以期确认最好的取代地。面积为19,611公顷的温特肖科被选中。2005年购进土地并计划在成立时引入猎物。首批引进了5种动物，2006年6月，长颈鹿群被放入保护区，一年后，正式公布。
该区多样性文化由诸多布须曼人岩石雕刻和英布战争的战场构成。

## 气候
北开普省是拥有气温变动和不同地形的干旱地带，是典型的沙漠和半沙漠区气候。年均降水量不高（300-500mm间，平均为400mm），通常低于蒸发量。夏季（12月至2月）炎热，气温在33℃-36℃之间。北开普的夏季气温可超过40℃，但并不常见。夏天雨季中，该区中部和东部时常有雷阵雨，并伴有强风暴，而冬季降雨只发生在西部地区。冬季（6月至8月），日温通常温和宜人（22℃），但夜晚很寒冷，通常低于0℃。

## 风景
该区是热带草原的过渡带。喀拉哈里和纳马干旱台地高原生物群区，前者平坦、沙地上点缀着骆驼刺、相思树、恒春灌木和大树上建成的如同干草的鸟巢，后者的地貌特征则是岩石熔岩、页岩。公园南部近入口处，是一片生长着骆驼刺和高草的平原。公园中部包含了干旱台地高原般的栖息地，成排露出地表的岩石散步在草和灌木丛生的平原地带。岩层的基石和下斜坡获得了额外的径流，植被生长得更好。

## 野生生物
公园是大量濒危动物的家园，公园的主要目的是为保护这些品种。除一些较小物种外，还可发现南非水牛、黑犀、马羚。夏季有蚊虫，但该区为无疟疾区。

## 观鸟
在招待中可用一张鸟的列表。夏季日出时，是莫卡拉国家公园最佳观鸟时间，尤其在7:30和9:00。莫卡拉国家公园拥有高水平的特有物种。喀拉哈里沙质草原栖息地拥有的鸟类品种较岩石地区多，特别是在降雨丰沛期。本地品种黑胸山鹪莺在公园的干旱环境下繁衍生息。雀鹛莺也被吸引到旅舍附近的草地。一对经驯养的白颊鸟时常逗留魔苏旅舍，把它当成人工巢，而大纹燕的巢就筑在旅店茅草屋顶的屋檐下。

## 动植物群

### 树
- 骆驼树（骆驼刺）

- 相思树

- 金合欢（黑荆棘）

### 草
- 莎草

- 雷曼氏画眉草

- 狗牙根

## 膳宿

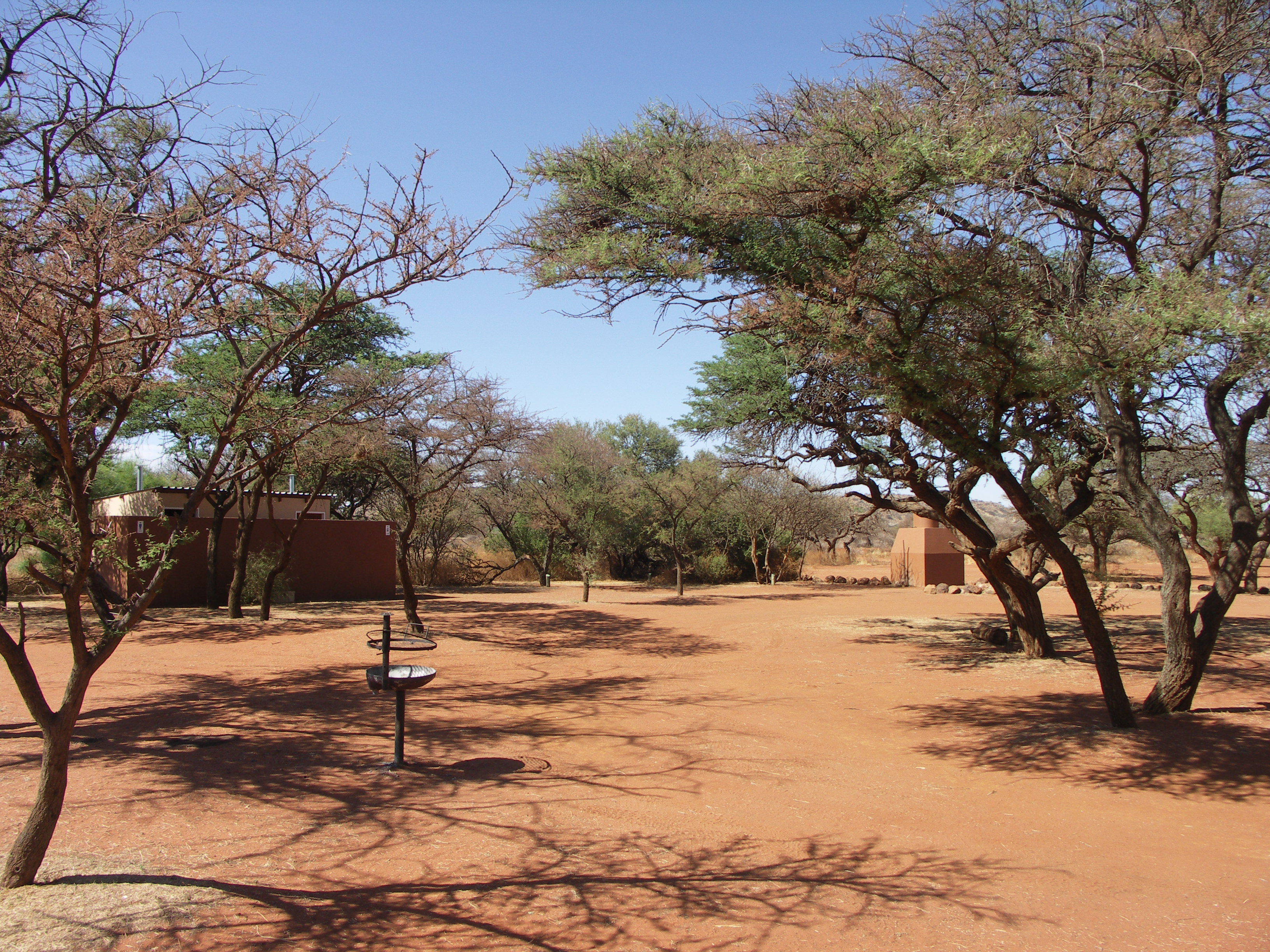
相思树营地

公园内有三处旅舍：魔苏、相思树和百合苑。魔苏建在一个水塘上，是猎物和鸟类聚集地。除了旅舍，游客还可使用他们的露营装备，暂住在纯朴粗野的莫特斯维迪营地。莫特斯维迪的每个露营地都会提供独立的卫生间、洗浴室（太阳能热水器）和立于水池上的内置早餐桌。这里没有电源插座。
未来还计划建成自给露营地和豪华私营地。

## 同见
- 卡格拉格帝跨境公园

## 延伸阅读
- Official website （页面存档备份，存于）